# Présidence britannique du Conseil des Communautés européennes en 1986
La présidence britannique du Conseil de l'Union européenne en 1986 désigne la troisième présidence du Conseil de l'Union européenne, effectuée par le Royaume-Uni depuis son adhésion à la Communauté économique européenne en 1973.
Elle fait suite à la présidence néerlandaise de 1986 et précède la Présidence belge de 1987.